# Димитър Петров (опълченец)
Димитър Петров е български революционер от Македония. Участник в Сръбско-турската война (1876) и в  Българското опълчение (1877 – 1878).

## Биография
Роден е в 1842 година в Солун, тогава в Османската империя.
Участва в Сръбско-турската война (1876). След това заминава за Румъния и на 28 април 1877 година постъпва Българското опълчение, в I дружина, 4-та рота. В състава на Предния отряд на генерал Гурко участва във военните походи и боеве на дружината: в преминаването на Дунава, придвижването към Търново, в превземането на Казанлък и Ески Загра, в боевете при Дуранли, в отбраната на прохода Шипка (август 1877). В състава на войските под началството на генерал Скобелев участва в зимното преминаване на Балкана и в боевете с башибозуците през декември 1877 и януари 1878 година.
Отчислен е на 11 август 1878 година. За участието си Шипченската битка е награден със сребърен възпоменателен медал.
След Освобождението остава в Княжество България. Живее в София. Има син Петър Димитров. Умира на 20 януари 1886 година.